# Bruchophagus hedysari
Bruchophagus hedysari is een vliesvleugelig insect uit de familie Eurytomidae. De wetenschappelijke naam is voor het eerst geldig gepubliceerd in 1956 door Fedoseeva.